# Paulo Moreno
Ne doit pas être confondu avec Paolo Moreno.
Paulo Jorge Ramos Moreno, né le 8 mai 1992 à Lisbonne, est un handballeur international cap-verdien possédant aussi la nationalité portugaise.
Paulo Moreno effectue la majorité de sa carrière au Benfica, passant 19 ans dans son club formateur et devient capitaine. Lors des huit dernières saisons, il termine sur le podium du championnat portugais sans être jamais sacré. En 2024, il rejoint le championnat de France.
International jeune portugais, il choisit de représenter le Cap-Vert en 2021. Il termine quatrième de la CAN 2024, dont il est élu meilleur pivot.

## Biographie

### Carrière au Benfica
Né à Lisbonne, Paulo Moreno effectue la majorité de sa carrière au Benfica, passant 19 ans dans son club formateur et devient capitaine. Il déclare en 2024 : « Ma passion, c’était le foot. J’aime encore jouer et regarder des matches. Mais je me suis mis au handball, à 13 ans, en suivant mon frère, et j’ai adoré ». En 2005, il intègre le club lisboète en U13.
En 2022, il remporte la Ligue européenne et une victoire en finale à domicile, 40-39 après prolongation, contre les Allemands de Magdebourg. Capitaine de l'équipe, il prolonge alors son contrat jusqu'en 2025.

### Venue en France (depuis 2024)
À l'été 2024, Moreno s'engage pour deux ans avec le club français du C' Chartres Métropole handball. Il explique alors son choix : « J’avais envie de me challenger et de me prouver que je pouvais jouer dans l’un des deux meilleurs championnats du monde, face à de grandes équipes, de grands joueurs. Chartres est un club parfait pour cela. Il y a une belle équipe et des infrastructures incroyables ».

### En équipe nationale
Avec le Portugal, Paulo Moreno est sélectionné en équipe nationale chez les jeunes.
En 2021, Paulo Moreno choisit de représenter le Cap-vert dont ses parents sont originaires. Avec l'équipe nationale, il obtient la 32e place au Championnat du monde, la dernière, après un forfait général à cause du Covid-19.
Lors du Mondial 2023, le Cap-Vert et Moreno termine à la 23e place après la défaite en finale du CAN 2022.
Lors du championnat d'Afrique des Nations, terminé au quatrième rang qualifiant pour le Mondial 2025, son troisième consécutif avec la sélection, il est élu meilleur pivot de la compétition.

## Style de jeu
Lors de son recrutement par Chartres en 2024, l'entraîneur du CCMHB Nebojša Stojinović déclare : « Nous avons fait le choix de recruter ce joueur, car il peut évoluer des deux côtés du terrain, et son style impactant nous a convaincus. Il est très fort dans le duel un contre un. J'attends beaucoup de lui en termes de combativité sur le secteur défensif, pour qu'il nous stabilise dans ce domaine ».

## Statistiques
| Saison                | Club                  | Championnat           | Championnat | Championnat | Coupe(s) nationale(s) | Coupe(s) nationale(s) | Supercoupe | Supercoupe | Compétition(s) continentale(s) | Compétition(s) continentale(s) | Compétition(s) continentale(s) | Mondial des clubs 2022 | Mondial des clubs 2022 | Cap-Vert | Cap-Vert | Total | Total |
| Saison                | Club                  | Division              | M.          | B.          | M.                    | B.                    | M.         | B.         | Comp.                          | M.                             | B.                             | M.                     | B.                     | M.       | B.       | M.    | B.    |
| 2012-2013             | SL Benfica            | D1                    | 2           | 1           | -                     | -                     | -          | -          | -                              | -                              | -                              | -                      | -                      | -        | -        | 2     | 1     |
| 2013-2014             | SL Benfica            | D1                    | 31          | 12          | 4                     | 3                     | -          | -          | C3                             | 4                              | 2                              | -                      | -                      | -        | -        | 39    | 17    |
| 2014-2015             | SL Benfica            | D1                    | 28          | 31          | 4                     | 1                     | -          | -          | C4                             | 8                              | 16                             | -                      | -                      | -        | -        | 40    | 48    |
| 2015-2016             | SL Benfica            | D1                    | 33          | 45          | 5                     | 7                     | -          | -          | C4                             | 10                             | 12                             | -                      | -                      | -        | -        | 48    | 64    |
| 2016-2017             | SL Benfica            | D1                    | 35          | 89          | 3                     | 10                    | 1          | 2          | C3                             | 10                             | 30                             | -                      | -                      | -        | -        | 49    | 131   |
| 2017-2018             | SL Benfica            | D1                    | 36          | 80          | 5                     | 16                    | -          | -          | C3                             | 3                              | 5                              | -                      | -                      | -        | -        | 44    | 101   |
| 2018-2019             | SL Benfica            | D1                    | 36          | 77          | 2                     | 2                     | 1          | 1          | C3                             | 4                              | 10                             | -                      | -                      | -        | -        | 43    | 90    |
| 2019-2020             | SL Benfica            | D1                    | 26          | 62          | 1                     | 3                     | -          | -          | C3                             | 8                              | 21                             | -                      | -                      | -        | -        | 35    | 86    |
| 2020-2021             | SL Benfica            | D1                    | 29          | 132         | 5                     | 12                    | -          | -          | C3                             | 2                              | 8                              | -                      | -                      | -        | -        | 36    | 152   |
| 2021-2022             | SL Benfica            | D1                    | 30          | 83          | 4                     | 13                    | 1          | 0          | C3                             | 20                             | 22                             | -                      | -                      | -        | -        | 55    | 118   |
| 2022                  | Al-Arabi SC (prêt)    | D1                    | -           | -           | -                     | -                     | -          | -          | C2                             | 5                              | 20                             | -                      | -                      | -        | -        | 5     | 20    |
| 2022-2023             | SL Benfica            | D1                    | 26          | 46          | 3                     | 14                    | 2          | 6          | C3                             | 12                             | 21                             | 4                      | 11                     | 6        | 25       | 53    | 123   |
| 2023-2024             | SL Benfica            | D1                    | 27          | 64          | 3                     | 3                     | 2          | 6          | C3                             | 6                              | 16                             | -                      | -                      | -        | -        | 38    | 89    |
| Sous-total            | Sous-total            | Sous-total            | 339         | 712         | 11                    | 84                    | 7          | 15         | -                              | 87                             | 163                            | 4                      | 11                     | -        | -        | 448   | 985   |
| 2024-2025             | C'Chartres MHB        | D1                    | 14          | 26          | 2                     | 6                     | -          | -          | -                              | -                              | -                              | -                      | -                      | -        | -        | 16    | 32    |
| Total sur la carrière | Total sur la carrière | Total sur la carrière | 353         | 738         | 13                    | 90                    | 7          | 15         | -                              | 87                             | 163                            | 4                      | 11                     | 11       | 32       | 475   | 1049  |

## Palmarès
En 2022, Moreno remporte la Ligue européenne, seconde coupe d'Europe, avec Benfica. Il conquiert auparavant trois Supercoupes (2016, 2018, 2022) et deux Coupes du Portugal (2016 et 2018).
Au terme du championnat d'Afrique des Nations, terminé au quatrième rang, il est élu meilleur pivot de la compétition.
Avec le Benfica, il termine sur le podium du championnat portugais lors des huit dernières saisons avant de rejoindre la France en 2024, sans être jamais sacré (2 fois deuxième, 6 fois troisième).